# 2021年广东番禺爆炸案
2021年广东番禺爆炸案是2021年3月22日上午10点发生在中国广东省广州市番禺区化龙镇明经村村民委员会的一起刑事案件。犯罪嫌疑人胡某（男，59岁，广州市番禺区人）携带可燃爆物质在明经村村委会建筑物内引燃，致使嫌疑人胡某和其他4人当场死亡，另有5人受伤。

## 背景
2009年，明经村二队村民梁灿辉、周志新、周八娣起诉队长梁绍安强行收走其责任田，2013年，广东省高级人民法院判決梁灿辉败诉。2019年4月，梁灿辉兄弟家的车棚遭到强拆。
2018年9月，化龙镇政府就明经村的旧村改造进行招标。2020年8月，上海升龍投資集團有限公司成為明經村舊村改造項目合作企業。舊村改造的總用地面積為108.49公頃，改造預算約80億元人民幣。同年9月，广州市人民政府宣布将明经村约10公顷的集体土地征收为国有土地。有村民反應，村委會未經村民同意就變賣土地。

## 事件
2021年3月22日3月22日上午10时，犯罪嫌疑人胡某（男，59岁，广州市番禺区人）携带可燃爆物质在广东省广州市番禺区化龙镇明经村村委会大楼引爆，當時村委会的村干部正在開会，村委书记、村委副书记、治安队长等人出席。爆炸造成胡某和其他4人死亡，以及另有5人受伤。明经村村支书周钜伦傷勢嚴重。

## 救援
番禺区警察派员到现场处置，同时配合番禺区人民政府协同消防、医疗等部门开展救援工作。同时，番禺区警察对这次案件原因开展调查。据指事件因土地征收工程引起争议而引发。